# Uspokajanie stali
Uspokajanie stali - końcowy proces wytopu stali, polegający na odtlenianiu w celu zmniejszenia wydzielania gazów podczas krystalizacji we wlewnicy. Stal uspokojona jest odtleniona w taki sposób, by podczas krystalizacji proces wydzielania gazów był całkowicie wyeliminowany. Proces ten polega na dodaniu w końcowej fazie żelazo-krzemu, glinu, manganu lub krzemu.